# Dewey (Oklahoma)
Dewey – miasto w Stanach Zjednoczonych, w stanie Oklahoma, w hrabstwie Washington.